# Western & Southern Open 2012
Das Western & Southern Open 2012 war der Name eines Tennisturniers der WTA Tour 2012 für Damen sowie eines Tennisturniers der ATP World Tour 2012 für Herren, welche zeitgleich vom 12. bis zum 19. August 2012 in Mason bei Cincinnati stattfanden.